# Ла-Ноу-да-Баргаза
Ла-Но́у-да-Баргаза́ (кат. La Nou de Berguedà, вимова літературною каталанською [ła nɔ́w də bəɾgə'ða]) — муніципалітет, розташований в Автономній області Каталонія, в Іспанії. Код муніципалітету за номенклатурою Інституту статистики Каталонії — 81424. Знаходиться у районі (кумарці) Барґаза (коди району — 14 та BD) провінції Барселона, згідно з новою адміністративною реформою перебуватиме у складі Баґарії (округи) Центральна Каталонія.

## Назва муніципалітету
Назва муніципалітету походить від назви річки La Nou, яка своєю чергою походить від лат. nave, що означає «глибока долина», та лігурійського berga, що означає «узвишшя».

## Населення
Населення міста (у 2007 р.) становить 149 осіб (з них менш як 14 років — 16,8 %, від 15 до 64 — 57 %, понад 65 років — 26,2 %). У 2006 р. народжуваність склала 1 особа, смертність — 3 особи, зареєстровано 0 шлюбів. У 2001 р. активне населення становило 73 особи, з них безробітних — 1 особа.
Серед осіб, які проживали на території міста у 2001 р., 153 народилися в Каталонії (з них 118 осіб у тому самому районі, або кумарці), 3 особи приїхали з інших областей Іспанії, а 2 особи приїхали з-за кордону. 
Вищу освіту має 8,8 % усього населення. 
У 2001 р. нараховувалося 47 домогосподарств (з них 21,3 % складалися з однієї особи, 21,3 % з двох осіб, 19,1 % з 3 осіб, 21,3 % з 4 осіб, 4,3 % з 5 осіб, 2,1 % з 6 осіб, 2,1 % з 7 осіб, 2,1 % з 8 осіб і 6,4 % з 9 і більше осіб).
Активне населення міста у 2001 р. працювало у таких сферах діяльності: у сільському господарстві — 12,5 %, у промисловості — 20,8 %, на будівництві — 20,8 % і у сфері обслуговування — 45,8 %. 
 У муніципалітеті або у власному районі (кумарці) працює 13 осіб, поза районом — 60 осіб.

### Безробіття
У 2007 р. нараховувалося 5 безробітних (у 2006 р. — 6 безробітних), з них чоловіки становили 20 %, а жінки — 80 %.

## Економіка

### Підприємства міста

#### Роздрібна торгівля
| \| Підприємства роздрібної торгівлі міста, за сферою діяльності \| Підприємства роздрібної торгівлі міста, за сферою діяльності \| Підприємства роздрібної торгівлі міста, за сферою діяльності \| \| Рік \| 2002 р. \| 2001 р. \| \| ------------------------------------------------------------ \| ------------------------------------------------------------ \| ------------------------------------------------------------ \| \| Продукти харчування \| 0 % \| 0 % \| \| Одяг та взуття \| 0 % \| 0 % \| \| Товари для дому \| 100 % \| 0 % \| \| Книги та періодичні видання \| 0 % \| 0 % \| \| Промислова хімічна продукція \| 0 % \| 0 % \| \| Продукція, пов'язана з транспортними засобами \| 0 % \| 0 % \| \| Інше \| 0 % \| 100 % \| \| Усього підприємств \| 1 \| 1 \| |         |         |
| Підприємства роздрібної торгівлі міста, за сферою діяльності |         |         |
| Рік | 2002 р. | 2001 р. |
| Продукти харчування | 0 %     | 0 %     |
| Одяг та взуття | 0 %     | 0 %     |
| Товари для дому | 100 %   | 0 %     |
| Книги та періодичні видання | 0 %     | 0 %     |
| Промислова хімічна продукція | 0 %     | 0 %     |
| Продукція, пов'язана з транспортними засобами | 0 %     | 0 %     |
| Інше | 0 %     | 100 %   |
| Усього підприємств | 1       | 1       |

#### Сфера послуг
| \| Підприємства міста, що працюють у сфері послуг, за діяльністю \| Підприємства міста, що працюють у сфері послуг, за діяльністю \| Підприємства міста, що працюють у сфері послуг, за діяльністю \| \| Рік \| 2002 р. \| 2001 р. \| \| ------------------------------------------------------------- \| ------------------------------------------------------------- \| ------------------------------------------------------------- \| \| Гуртова торгівля \| 0 % \| 20 % \| \| Готелі та готельний бізнес \| 75 % \| 60 % \| \| Транспорт та зв'язок \| 25 % \| 20 % \| \| Посередницькі фінансові послуги \| 0 % \| 0 % \| \| Послуги підприємствам \| 0 % \| 0 % \| \| Послуги фізичним особам \| 0 % \| 0 % \| \| Нерухомість та ін. \| 0 % \| 0 % \| \| Усього підприємств \| 4 \| 5 \| |         |         |
| Підприємства міста, що працюють у сфері послуг, за діяльністю |         |         |
| Рік | 2002 р. | 2001 р. |
| Гуртова торгівля | 0 %     | 20 %    |
| Готелі та готельний бізнес | 75 %    | 60 %    |
| Транспорт та зв'язок | 25 %    | 20 %    |
| Посередницькі фінансові послуги | 0 %     | 0 %     |
| Послуги підприємствам | 0 %     | 0 %     |
| Послуги фізичним особам | 0 %     | 0 %     |
| Нерухомість та ін. | 0 %     | 0 %     |
| Усього підприємств | 4       | 5       |

## Житловий фонд
У 2001 р. 2,1 % усіх родин (домогосподарств) мали житло метражем до 59 м2, 21,3 % — від 60 до 89 м2, 27,7 % — від 90 до 119 м2 і 48,9 % — понад 120 м2.
З усіх будівель у 2001 р. 16,8 % було одноповерховими, 69,5 % — двоповерховими, 13,7 % — триповерховими, 0 % — чотириповерховими, 0 % — п'ятиповерховими, 0 % — шестиповерховими, 0 % — семиповерховими, 0 % — з вісьмома та більше поверхами.

## Автопарк
| \| Автомобілі, зареєстровані у місті, за призначенням \| Автомобілі, зареєстровані у місті, за призначенням \| Автомобілі, зареєстровані у місті, за призначенням \| \| Рік \| 2006 р. \| 2005 р. \| \| -------------------------------------------------- \| -------------------------------------------------- \| -------------------------------------------------- \| \| Приватні автомобілі \| 49 % \| 49,7 % \| \| Мотоцикли \| 17,8 % \| 18,3 % \| \| Вантажівки \| 24,2 % \| 24,2 % \| \| Трактори \| 1,9 % \| 1,3 % \| \| Автобуси та ін. \| 7 % \| 6,5 % \| \| Усього автомобілів \| 157 шт. \| 153 шт. \| |         |         |
| Автомобілі, зареєстровані у місті, за призначенням |         |         |
| Рік | 2006 р. | 2005 р. |
| Приватні автомобілі | 49 %    | 49,7 %  |
| Мотоцикли | 17,8 %  | 18,3 %  |
| Вантажівки | 24,2 %  | 24,2 %  |
| Трактори | 1,9 %   | 1,3 %   |
| Автобуси та ін. | 7 %     | 6,5 %   |
| Усього автомобілів | 157 шт. | 153 шт. |

## Вживання каталанської мови
У 2001 р. каталанську мову у місті розуміли 100 % усього населення (у 1996 р. — 100 %), вміли говорити нею 99,4 % (у 1996 р. — 97,4 %), вміли читати 92,9 % (у 1996 р. — 82,2 %), вміли писати 82,5 % (у 1996 р. — 41,4 %). Не розуміли каталанської мови 0 %.

## Політичні уподобання
У виборах до Парламенту Каталонії у 2006 р. взяло участь 85 осіб (у 2003 р. — 99 осіб). Голоси за політичні сили розподілилися таким чином:
| \| Вибори до Парламенту Каталонії \| Вибори до Парламенту Каталонії \| Вибори до Парламенту Каталонії \| \| Рік \| 2006 р. \| 2003 р. \| \| -------------------------------------- \| ------------------------------ \| ------------------------------ \| \| Конвергенція та Єднання (CiU) \| 58,8 % \| 72,7 % \| \| Соціалістична партія Каталонії (PSC) \| 16,5 % \| 15,2 % \| \| Народна партія (PP) \| 1,2 % \| 0 % \| \| Ініціатива за зелену Каталонію (IC) \| 7,1 % \| 3 % \| \| Республіканська лівиця Каталонії (ERC) \| 15,3 % \| 9,1 % \| \| Громадянська партія (C's) \| 0 % \| 0 % \| \| Інші \| 1,2 % \| 0 % \| |         |         |
| Вибори до Парламенту Каталонії |         |         |
| Рік | 2006 р. | 2003 р. |
| Конвергенція та Єднання (CiU) | 58,8 %  | 72,7 %  |
| Соціалістична партія Каталонії (PSC) | 16,5 %  | 15,2 %  |
| Народна партія (PP) | 1,2 %   | 0 %     |
| Ініціатива за зелену Каталонію (IC) | 7,1 %   | 3 %     |
| Республіканська лівиця Каталонії (ERC) | 15,3 %  | 9,1 %   |
| Громадянська партія (C's) | 0 %     | 0 %     |
| Інші | 1,2 %   | 0 %     |